# 黄胸绿鹊
黄胸绿鹊（学名：Cissa hypoleuca），又名东方绿鹊，是鸦科绿鹊属的一种，分布于越南、泰国、老挝、中国大陆和柬埔寨。该物种的保护状况被评为无危。
黄胸绿鹊的栖息地包括亚热带或热带的湿润低地林和亚热带或热带的湿润山地林，主要栖息于山地的原始和次生林中。

## 亚种
- 黄胸绿鹊西南亚种（学名：Cissa hypoleuca jini）。在中国大陆，分布于四川、广西等地。该物种的模式产地在广西瑶山。[4]
- 黄胸绿鹊海南亚种（学名：Cissa hypoleuca katsumatae）。在中国大陆，分布于海南等地。该物种的模式产地在海南五指山。[5]
- 
- 
- 